# گلوکوکورتیکوئید
گلوکوکورتیکوئیدها (به انگلیسی: glucocorticoids) به گروهی از کورتیکواستروئید‌ها یا در اصطلاح عامیانه «کورتون»ها [مانند کورتیزول (۲۱ کربنه)] گفته می‌شود که در بخش قشری غده فوق کلیوی ساخته می‌شوند. استروئیدها ترکیبات چربی با چهار حلقه کربنی هستند. کورتیزول یا هیدروکورتیزون مهمترین گلوکوکورتیکوئید بدن است. تفاوت اصلی گلوکوکورتیکوئیدها با سایر کورتیکواستروئیدها در رسپتورهای اختصاصیشان و تاثیراتشان بر بدن است.

## عملکرد
گلوکوکورتیکوئیدها نقشهای مختلفی در بدن، از جمله کاهش التهاب، تخفیف واکنش‌های ایمنی، تأثیر بر متابولیسم و افزایش قند خون دارند.
افزایش یا اختلال در ترشح گلوکوکورتیکوئید در بیماریهای مختلفی مانند سندرم کوشینگ و بیماری آدیسون نقش دارد.

## عوارض جانبی
- افزایش فشار خون و قند خون: در صورت مصرف کوتاه مدت کورتون‌ها، این دو عارضه بعد از قطع دارو برطرف خواهند شد. اما مصرف طولانی مدت کورتون‌ها برای بیش از یک سال و به ویژه در دوزهای بالا می‌تواند ریسک ابتلا به فشار خون بالای مزمن و دیابت نوع دو را افزایش دهد که در حال حاضر جزو عوامل اصلی مرگ و میر در جهان شناخته می‌شوند.
- نازک شدن پوست: این عارضه ممکن است حتی در روزها و هفته‌های ابتدایی مصرف کورتون‌ها بروز دهد. پوست نازک، زودتر و راحت تر دچار تحریک، قرمزی، التهاب، زخم، ترک خوردگی و چین و چروک می‌شود. ضمن اینکه در پوست نازک، رگها، استخوان‌ها، تاندون‌ها و لیگامان‌های زیر پوست تا حدی قابل مشاهده اند که باعث ظاهر نازیبای پوست می‌شود.
- پوکی استخوان: این عارضه در صورت استفاده مداوم و بیش از سه ماه از کورتون‌ها رخ خواهد داد. این عارضه می‌تواند باعث شکستگی‌های ناتوان کننده ای مانند شکستگی لگن شود که حتی ممکن است به مرگ زجرآور بیمار بینجامد.
- نکروز آواسکولار در مفصل ران (سیاه شدن سر استخوان ران): این عارضه در صورت مصرف بیش از حد و در دوزهای بالای کورتون‌ها رخ می‌دهد که می‌تواند منجر به نیاز فرد به عمل جراحی تعویض مفصل ران و ادامه زندگی با مفصل مصنوعی شود.
- آترواسکلروزیس (تصلب شرایین): مصرف مداوم کورتون‌ها باعث افزایش شدید سطح کلسترول خون می‌شود که به این وضعیت هیپرکلسترولمی گفته می‌شود. هیپرکلسترولمی در طولانی مدت (معمولا بعد از حداقل ۱ سال استفاده مداوم کورتون‌ها) باعث تصلب و گرفتگی شریان‌های اصلی و حیاتی بدن و در نتیجه مرگ ناشی از سکته قلبی و مغزی می‌شود.
- کاتاراکت (آب مروارید) و گلوکوم (آب سیاه) در چشم‌ها: این دو عارضه در صورت مصرف مداوم کورتون‌ها برای مدت بیش از یک سال بروز می‌دهد.
- دیابت بی‌مزه: این عارضه به ندرت در برخی بیماران دیده شده‌است و در مصرف طولانی مدت و دوزهای بالای کورتون‌ها گزارش شده‌است.
- عفونت‌های موضعی یا سیستمیک: مصرف کورتون‌ها سبب تضعیف سیستم ایمنی بدن و افزایش ریسک ابتلا به انواع عفونت می‌شود.
- سندرم کوشینگ: این عارضه در صورت مصرف دوز بالای کورتون‌ها برای مدت بیش از یک سال گزارش شده‌است.
- ورم و خیز در دست و پاها: این عارضه نیز به دلیل تجمع آب و الکترولیت در بدن که ناشی از مصرف کورتون است روی می‌دهد.
- آتروفی بافتی و ضعف عضلانی: مصرف مزمن و طولانی مدت کورتون‌ها می‌تواند ریسک ابتلا به ضعف عضلانی را افزایش دهد و تزریق مکرر کورتون در یک عضله خاص، باعث تحلیل رفتن و ضعف در آن عضله می‌شود.
- افسردگی و اختلالات روحی روانی
- آسیب به تاندون‌ها (در تزریق مفصلی مداوم)
- ناراحتی و خون ریزی معده
- زخم یا خارش در محل تزریق
- تأخیر در بهبود زخم‌ها
- تهوع
- استفراغ
- افزایش وزن سریع
- اختلالات قاعدگی
- اختلال در عملکرد غده فوق کلیوی
** چند نکته بسیار مهم:
- چون داروهای کورتیکواستروئیدی موجب کاهش سطح ایمنی بدن به‌ویژه در دوزهای بالا و مصرف درازمدت می‌شوند باید بیمار از نظر ابتلا به عفونت زیر نظر باشد.
- از آنجایی که کورتیکواستروئیدها باعث می‌شوند فعالیت غده‌های فوق کلیوی کاهش یابد یا متوقف شود، این داروها نباید پس از مصرف بلند مدت در دوزهای بالا به صورت ناگهانی قطع شوند. مدتی زمان لازم است تا غده‌های فوق کلیوی دوباره آغاز به ترشح کورتیزول کنند. کاهش تدریجی دوز کورتیکواستروئیدها باعث می‌شود بدن خودش آغاز به ساختن کورتیزول کند.
- تزریق کورتون در مفاصل باید با فواصل زمانی حداقل ۳ ماهه انجام شود تا حتی الامکان از آسیب بیشتر کورتون به مفصل و تاندون‌ها جلوگیری شود.